# Archibald Gracie

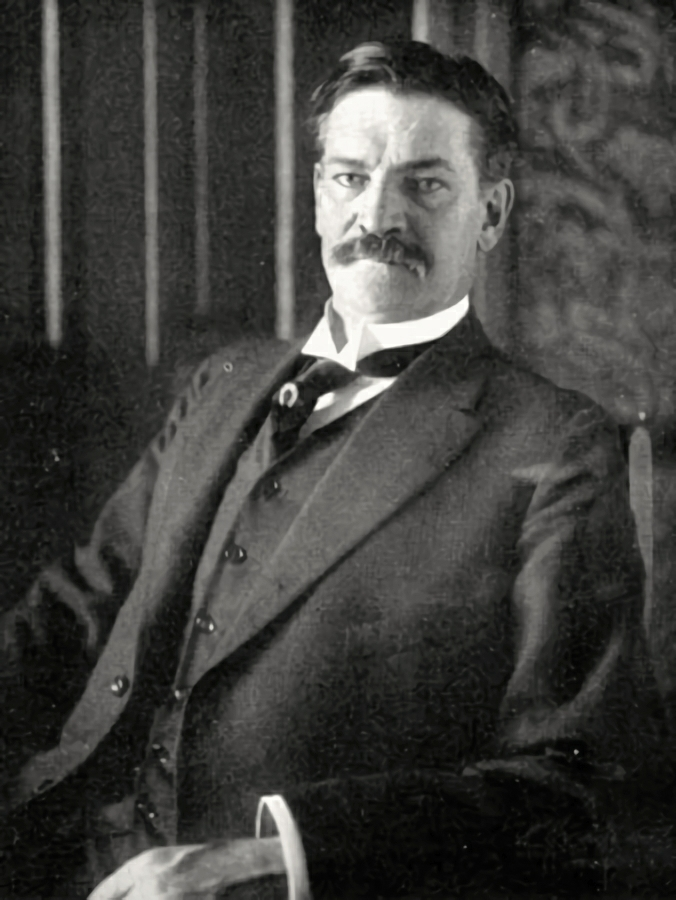
Archibald Gracie

Archibald Gracie IV (* 15. Januar 1858 in Mobile, Alabama; † 4. Dezember 1912 in New York City) war ein US-amerikanischer Historiker, Geschäftsmann und Schriftsteller. Er überlebte den Untergang der Titanic, sein Buch über die Katastrophe wurde zum Bestseller und wird bis heute verlegt.

## Leben
Archibald Gracie entstammte einer reichen schottisch-amerikanischen Familie. Sein Vater, Archibald Gracie III, diente in der Confederate States Army während des Bürgerkrieges und starb 1864 während der Belagerung von Petersburg. Einer seiner Vorfahren, der ebenfalls Archibald Gracie hieß, hatte das Gracie Mansion in New York gebaut. Gracie besuchte die St. Paul’s School in Concord, New Hampshire, und lernte danach an der United States Military Academy, die er ohne Abschluss verließ. Er betätigte sich als Historiker und war seit 1890 mit Constance Gracie (geb. Schack) verheiratet, mit der er zwei Töchter hatte, Constance und Edith. 1912 beschloss Gracie nach Europa zu reisen, was er, ohne seine Familie, an Bord der Oceanic tat. Seine Rückreise trat er auf der Titanic an.

## RMSTitanic
Archibald Gracie war Passagier der Ersten Klasse, als die Titanic am 14. April 1912 um 23:40 Uhr mit einem Eisberg kollidierte. Während das Schiff sank, half er bis kurz vor dem Untergang um 2:20 Uhr dem Zweiten Offizier Charles Lightoller beim Besetzen der Rettungsboote. Bei dem Versuch, das letzte Notboot klarzumachen, wurde er gemeinsam mit den anderen Helfern von der Brücke gespült. Danach schwamm er zum Notboot B, das kieloben im Wasser trieb, und konnte sich so retten. Er erreichte mit den anderen Überlebenden New York City an Bord der Carpathia.
Nach seiner Heimkehr schrieb Gracie eines der ausführlichsten und erfolgreichsten Bücher über das Unglück. Sein Werk The Truth about the Titanic war ein Bestseller und wird bis heute unter dem Titel Titanic: A Survivor’s Story verlegt. Archibald Gracie litt bis zu seinem Tod an den Folgen der Unterkühlung nach dem Untergang der Titanic sowie unter psychischen Belastungen, er konnte das Unglück nicht verarbeiten. Er starb wenige Monate nach dem Unglück an Komplikationen infolge seiner Zuckerkrankheit.
In den späteren Verfilmungen des Schiffsunterganges wurde Archibald Gracie von James Dyrenforth (Die letzte Nacht der Titanic, 1958) und Bernard Fox (Titanic, 1997) dargestellt.